# 阿爾及利亞西鯡
阿爾及利亞西鯡為輻鰭魚綱鲱形目鲱科的其中一種，分布地中海區的義大利、摩洛哥、突尼西亞的淡水、半鹹水水域，體長可達43公分，為洄游性魚類，成群活動，在半鹹水水域或河口產卵，屬肉食性，以小魚、甲殼類，可做為食用魚。

## 擴展閱讀
維基物種上的相關：阿拉巴馬西鯡